# Paranapiacaba prolongata
Paranapiacaba prolongata is een keversoort uit de familie bladkevers (Chrysomelidae). De wetenschappelijke naam van de soort werd in 1882 gepubliceerd door Martin Jacoby.